# Thomas Villiers (2e comte de Clarendon)
Thomas Villiers, 2e comte de Clarendon (connu sous le nom de Lord Hyde de 1776 à 1786, (25 décembre 1753 - 7 mars 1824), est un pair britannique et un député conservateur de la famille Villiers.

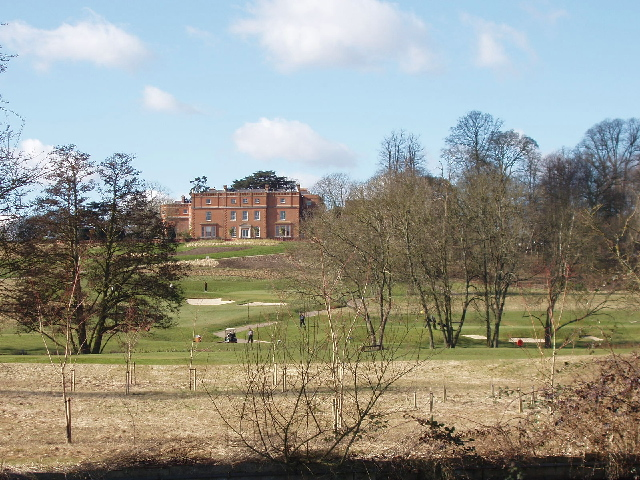
The Grove, Watford. Maintenant un hôtel

## Biographie
Il est le fils aîné de Thomas Villiers (1er comte de Clarendon) et sa femme Charlotte Capell, et fait ses études au Collège d'Eton et au Collège de St John, Cambridge.
Il est élu à la Chambre des communes pour Christchurch en 1774, poste qu'il occupe jusqu'en 1780. Il représente plus tard Helston entre 1781 et 1786, lorsqu'il succède à son père au comté et entre à la Chambre des lords.
Il est décédé en mars 1824, à l'âge de 70 ans. Il ne s'est jamais marié et son frère cadet, John Villiers (3e comte de Clarendon), lui succède.

## Remarques
- (en) Cet article est partiellement ou en totalité issu de l’article de Wikipédia en anglais intitulé « Thomas Villiers, 2nd Earl of Clarendon » (voir la liste des auteurs).

1. ↑  Hyde (Thomas Villiers), Lord dans (en) J. Venn et J. A. Venn, Alumni Cantabrigienses, Cambridge, Angleterre, Cambridge University Press, 1922–1958 (ouvrage en 10 volumes)
2. ↑   « VILLIERS, Hon. Thomas (1753-1824), of The Grove, Watford, Herts. », History of Parliament Online (consulté le 25 février 2018)